# 德里奥·罗西
德里奥·罗西（英語：Delio Rossi，1960年11月26日—）是一名意大利足球教练。

## 生平

### 球員
其出生於意大利東部濱海城市里米尼，早年是職業足球員，但大部分時間都是在乙、丙組球會度過。至1989年，在參與最後一場意乙聯賽後，以29歲之齡退役。

### 教練
退役後考取教練資格，於1990年在地區聯賽展開執教生涯。早年主要執教乙組、丙組球會，如、熱那亞、萊切等等。其中在1998年成功地為意乙的沙勒尼塔納打入甲組。但在首度於意甲執教後不到一年，就因戰績不濟而遭解僱。

#### 拉齊奧
2005年到拉齊奧執教，其中就在2006年-07年球季，取得了意甲聯賽的季軍，而得以進軍翌季的歐冠盃。到了2009年更領導球會贏得意大利盃。該屆他以私人理由辭職，結束4年賓主關係。

#### 巴勒莫
2009年秋季執掌南部球會巴勒莫，曾協助該會獲得意大利盃亞軍。

#### 
2011年秋轉投，但因執教期間屢與球員發生矛盾，最後在賽季末遭解僱。

#### 現況
2015年末宣佈接掌意乙的博洛尼亞。